# Hessenbergmatris
En Hessenbergmatris är inom matematikområdet linjär algebra en matris som är "nästan" triangulär. Närmare bestämt är en övre Hessenbergmatris en matris som har endast nollor nedanför den första subdiagonalen (diagonalen nedanför huvuddiagonalen), och en nedre Hessenbergmatris är en matris som har endast nollor ovanför den första superdiagonalen (diagonalen ovanför huvuddiagonalen).

## Exempel
Den första matrisen nedan är en övre Hessenbergmatris, och den andra är en nedre Hessenbergmatris:
{\displaystyle {\begin{pmatrix}4&5&1&2\\1&3&9&1\\0&7&2&9\\0&0&6&3\end{pmatrix}}~~{\begin{pmatrix}1&2&0&0\\5&2&3&0\\3&4&3&7\\5&6&1&1\\\end{pmatrix}}}

## Tillämpningar
Triangulära matriser är i regel betydligt lättare att utföra beräkningar på för många algoritmer inom linjär algebra, något som ofta även gäller Hessenbergmatriser. Om det i ett problem inte är möjligt att överföra en matris till triangulär form är ofta Hessenbergform det näst bästa.